# Bad Company (film 1995)
Bad Company (The Nature of the Beast) è un film statunitense del 1995 diretto da Victor Salva.

## Trama
Adrian Soffer e Jack Gordon sono due uomini che nascondono un segreto mortale, uno di loro è un serial killer.